# HD1

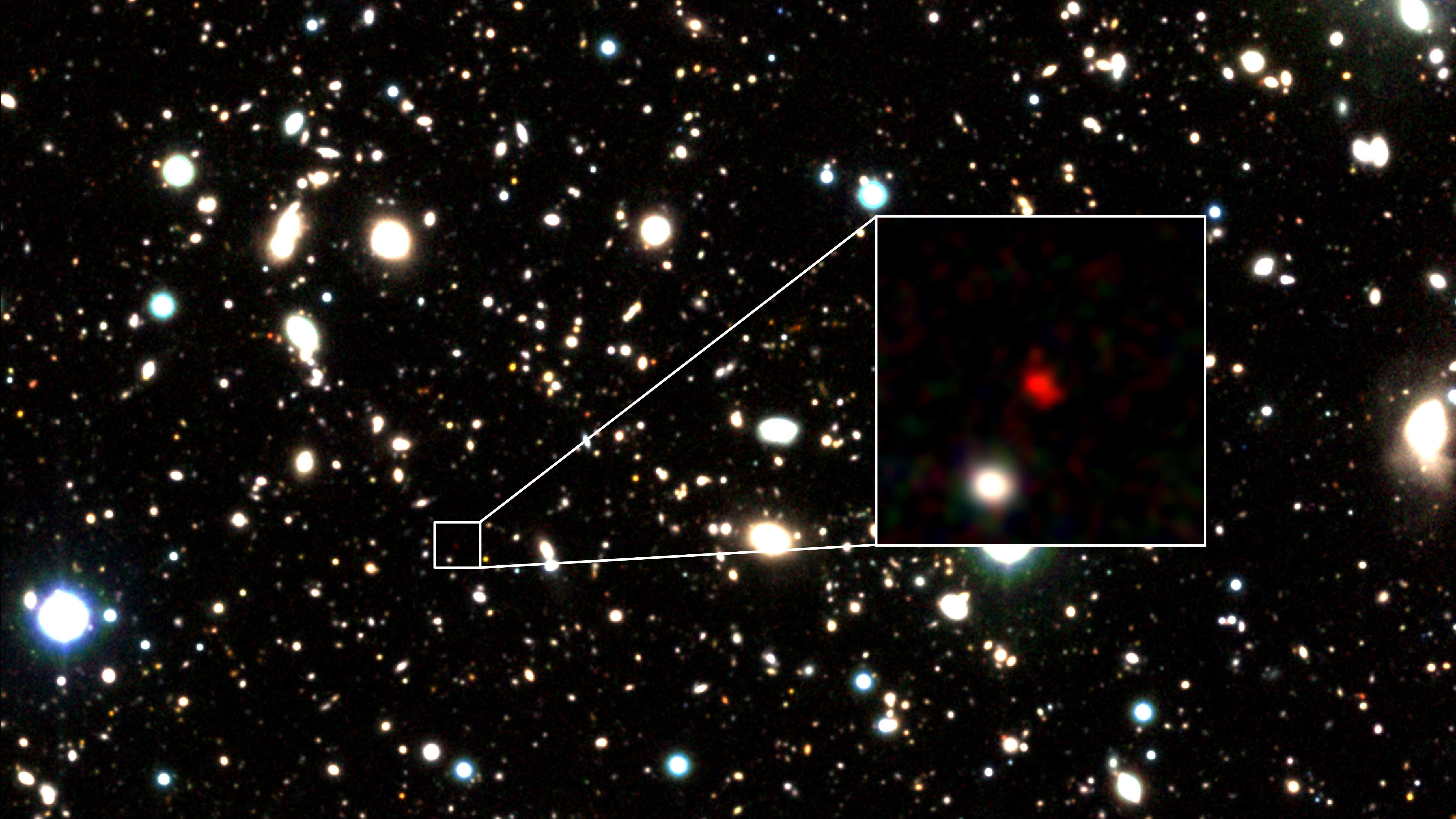
파라날 천문대에 있는 VISTA 망원경의 데이터를 사용하여 생성된 현재까지 가장 먼 은하 후보인 HD1의 3색 이미지이다. 확대된 이미지 중앙의 빨간색 물체는 HD1이다.

HD1은 제안된 고적색편이 은하로, (2022년 4월 기준) 관측 가능한 우주에서 확인된 가장 초기이자 가장 먼 알려진 은하 중 하나로 간주된다. 약 z = 13.27의 적색편이로 추정되는 이 은하는 약 137억 8,700만 년 전 과학자들에 따르면 빅뱅 이후 약 3억 2,400만 년이 지난 것으로 보인다. 지구로부터의 빛의 이동 거리(거리 측정)는 134억 6300만 광년이며, 우주 팽창으로 인해 현재의 고유 거리는 332억 8800만 광년이다.

## 같이 보기
- 은하
- 은하 목록
- 최원거리 천체 목록